# Brezovica (Čačak)
Pour les articles homonymes, voir Brezovica.
Brezovica (en serbe cyrillique : Брезовица) est un village de Serbie situé sur le territoire de la Ville de Čačak, district de Moravica. Au recensement de 2011, il comptait 91 habitants.

## Démographie
| 1948 | 1953 | 1961 | 1971 | 1981 | 1991 | 2002 | 2011 |
| ---- | ---- | ---- | ---- | ---- | ---- | ---- | ---- |
| 305  | 334  | 310  | 258  | 233  | 180  | 141  | 91   |

|  |